# Cash Game - Paga o muori
Cash Game - Paga o muori (Cash) è un film del 2010 diretto da Stephen Milburn Anderson e interpretato da Sean Bean, Chris Hemsworth e Victoria Profeta.
È stato distribuito il 9 aprile 2010 negli Stati Uniti.

## Trama
Chicago. Un giorno Sam, in viaggio con l'auto, si vede cadere letteralmente dal cielo una valigia piena di soldi. Non sapendo da dove provenga, la raccoglie e la porta a casa dalla moglie, Leslie. Per i due è un gran colpo di fortuna, in quanto hanno debiti con la banca e vivono in condizioni precarie. Dopo aver contato i soldi, si rendono conto di avere tra le mani più di 600.000 dollari. Per loro inizia così una nuova vita: comprano un costoso fuoristrada, dei mobili nuovi per la casa e un televisore al plasma. Sam e Leslie però non sanno che quella valigia è il risultato di una rapina effettuata ai danni di un furgone portavalori, e la valigia è stata gettata in strada per evitare complicazioni.
Sulle tracce della valigia infatti vi è il fratello dell'autore della rapina, Pyke Kubic (Sean Bean nel doppio ruolo dei due fratelli), che con relativa facilità riesce a rintracciare i due coniugi. Dopo essersi ripreso i soldi non spesi dai due, intima loro di restituire la parte mancante entro cinque giorni. Non sapendo i due sposi come procurarsi il denaro, Pyke li costringe a compiere delle rapine ai danni di piccoli negozi e supermercati e, per evitare di essere raggirato, si stabilisce in casa loro. Quando manca appena un giorno alla scadenza del loro "contratto per la vita", Sam chiede al sequestratore più tempo, ma questi li obbliga a rapinare una banca; durante la veloce rapina, Sam riesce a rubare dei proiettili a una guardia giurata inserendoli nella propria pistola, senza che Pyke se ne accorga. Una volta in fuga, in un impeto di coraggio, Sam punta addosso l'arma a Pyke e, in una violenta colluttazione, quest'ultimo viene mortalmente ferito alla testa. La coppia distrugge il cadavere e restituisce i soldi sottratti ai vari negozi e alla banca, mentre la polizia dichiara che tutti i tentativi di riconoscimento dei malfattori non sono andati a buon fine. Sam e Leslie sono finalmente liberi. Nel finale si vede il fratello gemello di Pyke, Reese, uscire dal penitenziario, con il presumibile intento di scoprire la verità sulla scomparsa di suo fratello e del bottino.